# Energia livre de Gibbs
Em termodinâmica, a energia livre de Gibbs é uma grandeza que busca medir a totalidade da energia atrelada a um sistema termodinâmico disponível para execução de trabalho “útil” - trabalho atrelado ao movimento em máquinas térmicas, a exemplo. É particularmente útil na compreensão e descrição de processos simultaneamente isotérmicos e isobáricos: em transformações à temperatura e pressão constantes a variação da energia livre de Gibbs encontra-se diretamente associada ao trabalho útil realizado pelo sistema - em princípio facilmente mensurável a partir da determinação da variação das energias cinéticas associadas. Tem este nome devido a Josiah Willard Gibbs, que realizou grandes estudos nessa área.
Assim como ocorre para os demais potenciais termodinâmicos, não são os valores absolutos da energia livre de Gibbs em si mas as variações na referida energia que retêm importâncias as mais significativas tanto em questões práticas como teóricas. A variação da energia livre de Gibbs, determinável via diferença entre as energias associadas respectivamente ao estado final e inicial do sistema dado ser a energia  em questão uma função de estado {\displaystyle \Delta G=G_{f}-G_{i}} - em notório contraste com o que verifica-se experimentalmente para os valores absolutos da referida energia - é facilmente mensurável em experimentos práticos mediante adequadas determinações acerca do trabalho útil realizado pelo sistema nos processos em questão. Raras e praticamente difíceis são as situações que exigem considerações explícitas acerca dos valores absolutos de tais energias.

## Definição

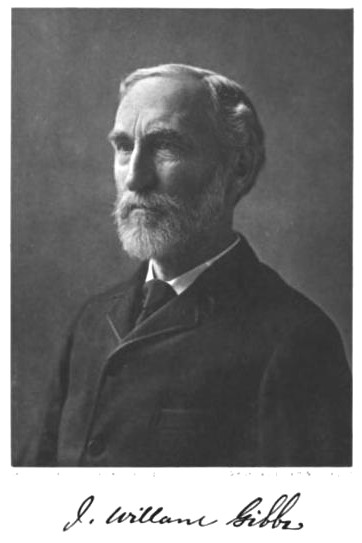
Josiah Willard Gibbs

A totalidade de energia associada a um sistema é mensurada não pela energia interna do sistema - parcela que avalia apenas a totalidade das energias diretamente atreladas aos componentes integrantes do sistema - mas sim pela entalpia do sistema, grandeza que considera não apenas as energias associadas aos componentes do sistema como também as energias indiretamente atreladas ao sistema em virtude das relações que este estabelece com sua vizinhança - parcela última reconhecível como a energia passível de ser recebida da vizinhança mediante a execução de trabalho dadas as variações de volume do sistema frente à pressão imposta pela vizinhança. Dada a segunda lei da termodinâmica, da energia total atrelada ao sistema, uma parcela desta, especificamente uma parcela da energia interna do sistema - por encontrar-se associada à entropia do sistema - nunca é passível de ser transformada em trabalho; tal parcela é segundo a termodinâmica determinável pelo produto entre a temperatura T e a entropia S do sistema. Decorre que a totalidade de energia atrelada a um sistema efetivamente disponível para a realização de trabalho útil - definida como a energia livre de Gibbs - é calculável pela diferença entre a energia total associada ao sistema - sua entalpia - e a parcela de energia indisponível à realização de trabalho dada sua associação com a entropia do sistema. A energia livre de Gibbs G é matematicamente pois definida como:
{\displaystyle G=H-TS=U+PV-TS} 
Se um dado sistema termodinâmico evolui de um estado inicial "i" para outro estado final "f" através de transformações isotérmicas e isobáricas reversíveis - situação em que por definição não há variação de entropia do sistema mais reservatórios (térmico ou bárico) de forma que a soma U-TS para o sistema (e não apenas o produto TS em si) se conserva em presença de calor entre sistema e vizinhanças - a variação da energia livre de Gibbs ({\displaystyle \Delta G=G_{f}-G_{i}}) é igual à totalidade de trabalho realizado pelo sistema no processo menos a parcela de trabalho realizada pelo sistema sobre sua vizinhança em virtude da variação de seu volume frente à pressão P imposta pelo ambiente, ou seja, corresponde ao trabalho efetivamente "útil" realizado pelo sistema no processo. A variação da energia livre de Gibbs neste caso iguala-se à variação de entalpia experimentada pelo sistema durante as transformações  - reversíveis - que conectam os dois estados em questão .
Conforme definida, a energia livre de Gibbs é útil na análise de transformações experimentadas por sistemas quando estes encontram-se em contato com um reservatório térmico - o que garante a manutenção da temperatura nas transformações  - e em contato com um reservatório mecânico - o que garante a manutenção da pressão ao longo das transformações. Ressalva-se contudo que para todos os fins práticos e talvez teóricos - de forma similar ao que verifica-se para a entalpia, energia interna e demais potenciais termodinâmicos -  de considerável relevância têm-se não os valores absolutos das referidas energias mas sim as variações destas energias. Ao passo que as determinações dos respectivos valores absolutos são experimentalmente extremamente complicados - e por tal raramente feitos - as determinações das variações nestas energias são contudo experimentalmente bem acessíveis.
A energia de Gibbs pode ser um fator determinante no cálculo de outras grandezas, como a voltagem de uma célula eletroquímica e a constante de equilíbrio de uma reação reversível.
A energia livre foi inicialmente proposta na década de 1870 pelo físico e matemático Willard Gibbs.

## Espontaneidade em processos naturais
A composição de um sistema tende a ser modificada até que o equilíbrio deste sistema seja atingido. Neste ponto, a concentração dos reagentes e produtos é constante e suas velocidades de formação são iguais, e portanto, as reações de formação dos produtos e reagentes ocorrem na mesma proporção, o que é expresso pela constante de equilíbrio da reação (Keq). Quando o sistema não está em equilíbrio, existe uma tendência de atingí-lo, o que move a reação em determinado sentido e cuja magnitude pode ser expressa pela variação da energia livre de Gibbs (ΔG) para a reação. 
Sob condições padrão, onde a temperatura é de 298 K (25 oC), os reagentes e produtos estão presentes em concentrações iniciais de 1 M (ou, para gases, as pressões parciais de 101,3 quilopascais ou 1 atm), o pH é igual a 7 e em solução aquosa (a concentração da água pura é de 55,5 M), definem-se constantes padrão transformadas (ΔG’oe K’eq), que diferem das constantes padrão utilizadas em condições não biológicas(ΔGo e Keq). A relação entre a variação da energia livre de Gibbs e a constante de equilíbrio de uma dada reação é definida por:
ΔG’o = -RT ln K’eq
Para definir espontaneidade, parte-se do princípio que as reações como um todo tendem a proceder no sentido que diminua a energia livre de Gibbs do sistema. Definindo-se ΔG’o como a energia livre dos produtos menos a dos reagentes, quando ΔG’o é negativa pode-se dizer que a energia livre dos produtos é menor que a dos reagentes. Neste caso, a reação tende a proceder no sentido direto, de formação dos produtos, onde o ΔG’o é negativo (sob as condições padrão mencionadas).
A variação da energia livre padrão, ΔG’o, é uma constante, característica para cada reação, assim como K’eq. Em condições reais, temos variações de temperatura e concentrações de produtos e reagentes, e determinamos a variação de energia livre como:
ΔG = ΔG’o + RT ln ([produtos]/[reagentes])
É importante mencionar que a variação de energia livre para uma reação é independente do caminho entre reagentes e produtos, não sendo alterada por catalisadores, por exemplo. Em reações sequenciais, embora a K’eq seja multiplicativa, o ΔG’o é aditivo. Esta propriedade nos permite entender como reações endergônicas (termodinamicamente desfavoráveis) podem acontecer no sentido direto biologicamente, através do acoplamento com reações favoráveis. Por exemplo, a reação de utilização da glicose:
Glicose + Pi ----> Glicose 6-fosfato + H2O               ΔG’o = 13,8 kJ/mol
Sob condições padrão, o ΔG’o positivo indica que esta reação não é favorável no sentido de formação da glicose 6-fosfato. Para que ela aconteça é necessário o seu acoplamento a uma reação exergônica, no caso à hidrólise do ATP a ADP e Pi:
(1) Glicose + Pi ----> Glicose 6-fosfato + H2O        ΔG’o = 13,8 kJ/mol
(2) ATP + H2O ---> ADP + Pi                          ΔG’o = -30,5 kJ/mol
(1) + (2): ATP + glicose ---> ADP + glicose 6-fosfato          ΔG’o = 13,8 + (-30,5) = -16,7 kJ/mol
A soma das duas reações torna o conjunto termodinamicamente favorável, fazendo com que a primeira reação ocorra nessas condições.

## Potenciais termodinâmicos
A energia de Gibbs é, conforme visto, definida como:
{\displaystyle G=H-TS=U+PV-TS\,}
Em unidades SI, G é medido em joules, H (entalpia) também em joules, T (temperatura) em Kelvin e S (entropia) em joules por Kelvin. Cada quantidade nas equações pode ser dividida pela quantidade de material (mol) para formar a energia de Gibbs molar.
Em acordo com o estabelecido pela termodinâmica, uma vez conhecida a equação fundamental que exprime a energia interna de um sistema em função das grandezas termodinâmicas adequadas, é possível inferir-se as propriedades do sistema ao longo de processos termodinâmicos, e por lógica deve ser possível, a partir desta, determinar-se a energia livre de Gibbs atrelada ao sistema. A ferramenta matemática necessária é a    Transformada de Legendre. Quando aplicada corretamente à equação fundamental que define a energia interna {\displaystyle U_{(S,V,N)}} do sistema, tem-se que a energia livre de Gibbs {\displaystyle G_{(T,P,N)}} deve figurar, entre outras se houver, em função do número de partículas N, e da grandezas intensivas temperatura absoluta T e pressão P, devendo as correspondentes extensivas conjugadas - a entropia S e o volume V - serem substituídas em {\displaystyle U_{(S,V,N)}} mediante:
{\displaystyle T={\frac {\partial U_{(S,V,N)}}{\partial S}}}
e
{\displaystyle -P={\frac {\partial U_{(S,V,N)}}{\partial V}}}.
Quando expressa em função da Temperatura T, do número de elementos N e da pressão P - para o caso de sistemas termodinâmicos mais simples - a Energia Livre de Gibbs {\displaystyle G=G_{(T,P,N)}} é, assim como o são as respectivas Transformadas de Legendre, a saber a Energia livre de Helmholtz {\displaystyle F=F_{(T,V,N)}}, a Entalpia {\displaystyle H=H_{(S,P,N)}} e a Energia Interna {\displaystyle U=U_{(S,V,N)}}, uma equação fundamental para os sistemas termodinâmicos, sendo então possível, a partir desta e de todo o formalismo matemático inerente à termodinâmica, obter-se qualquer informação física relevante para o sistema a qual esta encontre-se vinculada. Contudo, se expressa em função de outras grandezas que não as citadas, tal equação reduz-se a uma equação de estado. Equações de estado não retêm em si todas as informações acerca do sistema, sendo necessário o conjunto completo de todas as equações de estado do sistema para recuperar-se a totalidade de informações citada - de forma a tornar-se possível, a partir das equações de estado, a determinação de uma, e por tal - via transformada de Legendre adequada - de qualquer das demais equações fundamentais do sistema.
A tabela abaixo apresenta um resumo dos passos a serem seguidos a fim de se executar corretamente a transformada a fim de obter-se a energia de Gibbs a partir da expressão para a energia interna - ou vice-versa.
| {\displaystyle U=U_{(S,V,N_{1},N_{2}...)}} |
| {\displaystyle T={\frac {\partial U_{(S,V,N_{1},N_{2}...)}}{\partial S}};-P={\frac {\partial U_{(S,V,N)}}{\partial V}}}                        |
| Determinar {\displaystyle S=S_{(T,P,N_{1},N_{2}...)}}, {\displaystyle V=V_{(T,P,N_{1},N_{2}...)}} e {\displaystyle U=U_{(T,P,N_{1},N_{2}...)}} |
| {\displaystyle F=U-TS+PV} |
| Eliminação de U, V e S fornece: |
| Energia Livre de Gibbs G |
| {\displaystyle G=G_{(T,P,N_{1},N_{2}...)}} |
| --- |

| {\displaystyle F=G_{(T,P,N_{1},N_{2}...)}} |
| {\displaystyle -S={\frac {\partial G_{(T,P,N_{1},N_{2}...)}}{\partial T}}} ; {\displaystyle V={\frac {\partial G_{(T,P,N_{1},N_{2}...)}}{\partial P}}} |
| Determinar {\displaystyle T=T_{(S,V,N_{1},N_{2}...)}} ; {\displaystyle P=P_{(S,V,N_{1},N_{2}...)}} ; {\displaystyle G=G_{(S,V,N_{1},N_{2}...)}}        |
| {\displaystyle U=G+TS-PV} |
| Eliminação de T, P e G fornece: |
| Energia Interna U |
| {\displaystyle U=U_{(S,V,N_{1},N_{2}...)}} |
| --- |

A energia livre de Gibbs pode ser obtida também através da Transformada de Legendre diretamente aplicada sobre a Entalpia {\displaystyle H_{(S,P,N)}}, neste caso devendo-se fazer apenas a substituição da variável extensiva S pela correspondente intensiva T uma vez que, para obter-se a entalpia, a grandeza V já foi substituída pela correspondente intensiva P.

### Exemplo
A equação fundamental para a energia livre de Gibbs para um gás ideal monoatômico é, sendo {\displaystyle \Phi } uma constante com unidade(s) definida(s) de forma a tornar correta a análise dimensional:
{\displaystyle G(T,P,N)=-Nk_{B}T\ln \left({\frac {k_{B}T^{\frac {5}{2}}}{\Phi P}}\right).}
Esta equação pode ser obtida a partir da definição de Energia Livre de Gibbs acima quando aplicada à equação fundamental (vide tabela) para a energia interna {\displaystyle U_{(S,V,N)}}, que a título ilustrativo é:
{\displaystyle U(S,V,N)={\frac {3}{2}}Nk\left({\frac {N\Phi \,e^{S/Nk-5/2}}{V}}\right)^{\frac {2}{3}}} 
Suprimidas as constantes de ajuste de dimensões, a mesma equação pode ser reescrita como:
{\displaystyle U_{(S,V,N)}=N\left({\frac {N}{V}}\right)^{\frac {2}{3}}e^{\left[{\frac {2}{3}}\left({\frac {S}{Nk_{B}}}-c\right)\right]}} 
o que está em acordo com o publicado em outros artigos da própria Wikipédia.
Dicas quanto aos cálculos pertinentes à transformação - não explicitados aqui - encontram-se disponíveis no artigo Transformada de Legendre conforme disponibilizado na presente enciclopédia eletrônica.

## Potenciais químicos
Partindo-se da equação que define a energia livre de Gibbs é possível demonstrar que a energia de Gibbs de um sistema é também dada por:
{\displaystyle G=\mu _{1}N_{1}+\mu _{2}N_{2}...=\Sigma \mu _{j}N_{j}}
onde {\displaystyle \mu _{j}} é o chamado potencial químico atrelado a cada componente j do sistema em questão.
Para sistemas com um único componente tem-se que:
{\displaystyle {\frac {G}{N}}=\mu } 
Para sistemas com vários componentes tem-se, de forma reescrita, que:
{\displaystyle {\frac {G}{N}}=\mu _{1}x_{1}+\mu _{2}x_{2}+...=\Sigma \mu _{j}x_{j}} 
onde {\displaystyle x_{j}} representa a fração molar do j-ésimo componente, ou seja, a razão entre a quantidade de matéria {\displaystyle N_{j}} associada ao componente j e a quantidade de matéria total N do sistema.
{\displaystyle x_{j}={\frac {N_{j}}{N}}}
Por consequência o potencial químico é por vezes definido como a energia livre de Gibbs molar molar para sistemas de um só componente ou a "energia livre de Gibbs molar parcial" em sistemas com múltiplos componentes.

## Sinônimos
A energia livre de Gibbs pode ser chamada de energia de Gibbs, função de energia livre de Gibbs, energia livre, entalpia livre, potencial termodinâmico a pressão constante entre outros.